# Vaskos patakiszalamandra
A vaskos patakiszalamandra (Desmognathus monticola) a  kétéltűek (Amphibia) osztályába, a farkos kétéltűek (Caudata) rendjébe és a tüdőtlenszalamandra-félék (Plethodontidae) családjába tartozó faj.

## Előfordulása
Az Amerikai Egyesült Államok délkeleti részén honos.

## Megjelenése
Testhossza 8-12,5 centiméter.

## Külső hivatkozás
- Képek az interneten a fajról